# Coleophora texanella
Coleophora texanella é uma espécie de mariposa do gênero Coleophora pertencente à família Coleophoridae.